# Elatostema longitepalum
Elatostema longitepalum är en nässelväxtart som beskrevs av Wen Tsai Wang. Elatostema longitepalum ingår i släktet Elatostema och familjen nässelväxter. Inga underarter finns listade i Catalogue of Life.